# Manel Nin i Güell
Manuel Nin i Güell, O.S.B. (El Vendrell, 20 d'agost de 1956) és un monjo de Montserrat, nomenat pel papa Francesc per servir com a exarca dels catòlics grecs de ritu bizantí.

## Biografia
Nin va néixer al Vendrell el 20 d'agost de 1956. Va cursar els estudis primaris i secundaris a El Vendrell i al col·legi La Salle de Reus, i va ingressar al Monestir de Montserrat com a candidat el 20 de setembre de 1975. A l'abril de 1976 va ser rebut al noviciat de l'abadia i va fer la professió temporal el 26 d'abril de 1977 i la solemne el 18 d'octubre de 1980.
Va fer els estudis de batxillerat en teologia a l'Escola Teològica de Montserrat, on es va iniciar en les llengües clàssiques: llatí, grec i siríac. Posteriorment, des del 1984 al 1987 va cursar la llicenciatura en Teologia Patrística a l'Institut Patrístic Augustinianum de Roma, on a més va completar la seva formació amb cursos a l'Institut Monàstic de Sant Anselm, al Pontifici Institut Litúrgic i al Pontifici Institut Oriental. Del 1987 al 1989 va tornar a Montserrat per ensenyar teologia, patrologia, introducció a les litúrgies orientals i grec a l'Escola Teològica del Monestir.
L'any 1989 va tornar a Roma per elaborar la tesi doctoral sota la direcció dels professors Alberto Camplani, Paolo Bettiolo i Sever Voicu, i que va defensar el 20 de gener de 1992 a l'Institut Patrístic "Augustinianum", amb un treball titulat: "Joan el Solitari. Els 5 discursos sobre les Benaurances". A partir del curs 1992-1993 comença a donar classes de Litúrgies Orientals i de patrologia al Pontifici Institut Litúrgic i a l'Institut Monàstic, 2 dels centres d'estudis que els benedictins tenen a Roma. Amb els anys, Nin ampliarà la seva tasca docent a Roma amb classes a la Universitat de la “Santa Croce”, al Pontifici Institut Oriental i a la Universitat Gregoriana, sense deixar la docència puntual a l'Escola Teològica de Montserrat. Des del març del 1994 és consultor de la Congregació per a les Esglésies Orientals. A partir del gener de 1996 va passar a residir al Pontifici Col·legi Grec de Sant Atanasi de Roma, primer com a director espiritual (1996-1999) i des de juny del 1999 com a Rector. El 22 de novembre de 1997 va ser ordenat diaca a Roma; i el 18 d'abril de 1998 va rebre l'ordenació presbiteral a Montserrat per part del llavors arquebisbe de Tarragona Lluís Martínez Sistach.
El 14 de novembre de 1999 va ser beneït arximandrita (superior d'una comunitat) de la diòcesi d'Akko, Haifa, Natzaret i tota la Galilea per l'arquebisbe melquita d'aquesta eparquia, Boutros Mouallem, S.M.S.P. Des del 1998 és assistent de l'abat President de la Congregació benedictina de Subiaco-Montecassino, a la qual pertany el Monestir de Montserrat. El 2 de febrer de 2016, Nin va ser nomenat pel Papa Francesc Exarca dels catòlics grecs de ritu bizantí i bisbe titular de Carcabia. El 16 d'abril següent va ser consagrat bisbe a la basílica de Sant Pau Extramurs pel cardenal Leonardo Sandri, prefecte de la Congregació per a les Esglésies Orientals. A la cerimònia, celebrada seguint el ritu bizantí, van participar l'arquebisbe de Tarragona Jaume Pujol, l'arquebisbe d'Urgell Joan Enric Vives, l'arquebisbe emèrit de Barcelona, el cardenal Lluís Martínez Sistach, l'abat de Montserrat Josep Maria Soler i diversos clergues catalans. També va estar representat el govern de la Generalitat de Catalunya amb el vicepresident Oriol Junqueras. Nin ja havia rebut diversos encàrrecs de confiança del papa Francesc que el va nomenar consultor de l'Ufficio per les Celebracions Litúrgiques del Summe Pontífex i consultor de la Comissió de Litúrgia de la Congregació per les Esglésies Orientals. També és acadèmic de la Biblioteca Ambrosiana de Milà.